# Festival di Cannes 2025
La 78ª edizione del Festival di Cannes si è svolta a Cannes dal 13 al 24 maggio 2025. La giuria internazionale del concorso, presieduta dall'attrice francese Juliette Binoche, ha assegnato la Palma d'oro all'iraniano Yek tasādof-e sāde di Jafar Panahi, a trent'anni dalla sua prima uscita sulla croisette con Il palloncino bianco (1995).

## Selezione ufficiale
La lista dei lungometraggi componenti la selezione ufficiale del Festival è stata annunciata in conferenza stampa il 10 aprile 2025, con alcune aggiunte il 23 aprile e l'8 maggio:

### Concorso
- Affeksjonsverdi, regia di Joachim Trier (Norvegia, Francia, Germania, Danimarca, Svezia)
- O agente secreto, regia di Kleber Mendonça Filho (Brasile, Francia, Paesi Bassi, Germania)
- Alpha, regia di Julia Ducournau (Francia, Belgio)
- Die My Love, regia di Lynne Ramsay (Stati Uniti d'America)
- Dossier 137, regia di Dominik Moll (Francia)
- Dva prokurora, regia di Serhij Loznycja (Francia, Germania, Paesi Bassi, Lettonia, Romania, Lituania)
- Eagles of the Republic, regia di Tarik Saleh (Svezia, Francia, Danimarca, Finlandia, Germania)
- Eddington, regia di Ari Aster (Stati Uniti d'America)
- Fuori, regia di Mario Martone (Italia, Francia)
- In die Sonne schauen, regia di Mascha Schilinski (Germania)
- The History of Sound, regia di Oliver Hermanus (Regno Unito, Stati Uniti d'America)
- Jeunes Mères, regia di Jean-Pierre e Luc Dardenne (Belgio, Francia)
- Kuángyě shídài, regia di Bi Gan (Cina, Francia)
- The Mastermind, regia di Kelly Reichardt (Stati Uniti d'America)
- Nouvelle Vague, regia di Richard Linklater (Francia)
- La Petite Dernière, regia di Hafsia Herzi (Francia)
- Renoir, regia di Chie Hayakawa (Giappone, Francia, Singapore, Filippine, Indonesia)
- Romería, regia di Carla Simón (Spagna, Germania)
- Sirât, regia di Óliver Laxe (Spagna, Francia)
- La trama fenicia (The Phoenician Scheme), regia di Wes Anderson (Stati Uniti d'America)
- Yek tasādof-e sāde, regia di Jafar Panahi (Iran)
- Zan o bačče, regia di Sa'id Rustayi (Iran)

### Un Certain Regard
- ʿĀʾisha lam taod qādira ʿalā al-ṭayarān, regia di Morad Mostafa (Egitto, Tunisia)
- The Chronology of Water, regia di Kristen Stewart (Francia, Lettonia, Stati Uniti d'America)
- Le città di pianura, regia di Francesco Sossai (Italia)
- Eleanor the Great, regia di Scarlett Johansson (Stati Uniti d'America)
- Homebound, regia di Niraj Ghevan (India)
- L'Inconnu de la Grande Arche, regia di Stéphane Demoustier (Francia, Danimarca)
- Kāna yāmā kān fī Ghazza, regia di Arab e Tarzan Nasser (Palestina, Francia, Germania, Portogallo, Giordania)
- Karavan, regia di Zuzana Kirchnerová (Repubblica Ceca, Slovacchia, Italia)
- Love Me Tender, regia di Anna Cazavena Cambet (Francia)
- Météors, regia di Hubert Charuel (Francia)
- La misteriosa mirada del flamenco, regia di Diego Céspedes (Cile, Francia, Germania, Belgio)
- My Father's Shadow, regia di Akinola Davies Jr. (Nigeria, Irlanda, Regno Unito)
- Pillion, regia di Harry Lighton (Regno Unito)
- The Plague, regia di Charlie Polinger (Stati Uniti d'America)
- Un poeta, regia di Simón Mesa Soto (Colombia, Germania, Svezia)
- O riso e a faca, regia di Pedro Pinho (Portogallo, Brasile, Francia, Romania)
- Samāʾ bilā ʾarḍ, regia di Erige Sehiri (Tunisia, Francia, Egitto)
- Testa o croce?, regia di Matteo Zoppis e Alessio Rigo de Righi (Italia, Francia)
- Tōi yamanami no hikari, regia di Kei Ishikawa (Giappone, Regno Unito, Polonia)
- Urchin, regia di Harris Dickinson (Regno Unito)

### Fuori concorso
- 13 jours, 13 nuits, regia di Martin Bourboulon (Francia)
- La Femme la plus riche du monde, regia di Thierry Klifa (Francia, Belgio)
- Highest 2 Lowest, regia di Spike Lee (Stati Uniti d'America)[5]
- Mission: Impossible - The Final Reckoning, regia di Christopher McQuarrie (Stati Uniti d'America)
- Partir un jour, regia di Amélie Bonnin (Francia) - film d'apertura
- La Venue de l'avenir, regia di Cédric Klapisch (Francia, Belgio)
- Vie privée, regia di Rebecca Zlotowski (Francia)

### Cannes Première
- Amrum, regia di Fatih Akın (Germania)
- Ástin sem eftir er, regia di Hlynur Pálmason (Danimarca, Finlandia, Francia, Islanda, Svezia)
- Connemara, regia di Alex Lutz (Francia)
- Ma Frère, regia di Lise Akoka e Romane Guéret (Francia)
- Magalhães, regia di Lav Diaz (Filippine, Spagna, Portogallo)
- La ola, regia di Sebastián Lelio – documentario (Cile)
- Orwell: 2+2=5, regia di Raoul Peck – documentario (Belgio, Stati Uniti)
- Ren'ai saiban, regia di Kōji Fukada (Giappone, Francia)
- Splitsville, regia di Michael Angelo Covino (Stati Uniti d'America)
- Das Verschwinden des Josef Mengele, regia di Kirill Serebrennikov (Francia, Germania, Regno Unito, Spagna)

### Proiezioni speciali
- Amélie et la Métaphysique des tubes, regia di Maïlys Vallade e Liane-Cho Han Jin Kuang (Francia)
- Arco, regia di Ugo Bienvenu (Francia)
- Bono: Stories of Surrender, regia di Andrew Dominik – documentario (Stati Uniti d'America)
- Dites-lui que je l'aime, regia di Romane Bohringer (Francia)
- Mama, regia di Or Sinai (Israele, Polonia, Italia)
- Marcel et Monsieur Pagnol, regia di Sylvain Chomet (Francia)
- Qui brille au combat, regia di Joséphine Japy (Francia)
- The Six Billion Dollar Man, regia di Eugene Jarecki – documentario (Stati Uniti d'America, Germania, Francia)

#### Proiezioni di mezzanotte
- Dalloway, regia di Yann Gozlan (Francia)
- Exit 8, regia di Genki Kawamura (Giappone)
- Fēnglín huǒshān, regia di Juno Mak (Hong Kong)
- Honey Don't!, regia di Ethan Coen (Stati Uniti, Regno Unito)
- Le Roi Soleil, regia di Vincent Maël Cardona (Francia)

### Cortometraggi in concorso
- Aasvoëls, regia di Dian Weys (Sudafrica, Francia)
- Ali, regia di Adnan al-Rajeev (Bangladesh)
- Agapito, regia di Arvin Belarmino e Kyla Danelle Romero (Filippine)
- Arguments in Favor of Love, regia di Gabriel Abrantes (Portogallo, Francia)
- Dammen, regia di Grégoire Graesslin (Francia)
- Fille de l'eau, regia di Sandra Desmazières (Francia)
- I'm Glad You're Dead Now, regia di Tawfiq Barhum (Palestina, Grecia, Francia)
- Nǚhái, regia di Zhaoguang Luo e Shuhan Liao (Cina)
- A solidão dos lagartos, regia di Inês Nunes (Portogallo)
- The Spectacle, regia di Bálint Kenyères (Ungheria)

### Cinéfondation
- 12 Moments Before the Flag-Raising Ceremony, regia di Qu Zhizheng – Beijing Film Academy (Cina)
- Bimo, regia di Oumnia Hanader – CinéFabrique (Francia)
- Le Continent somnambule, regia di Jules Vésigot-Wahl – La Fémis (Francia)
- A Doll Made Up of Clay, regia di Kokob Gebrehaweria Tesfay – Satyajit Ray Film & Television Institute (India)
- Ether, regia di Vida Skerk – National Film and Television School (Regno Unito)
- First Summer, regia di Heo Ga-young – Korean Academy of Film Arts (Corea del Sud)
- Fursecuri și lapte, regia di Andrei Tache-Codreanu – Università nazionale d'arte teatrale e cinematografica Ion Luca Caragiale (Romania)
- Ginger Boy, regia di Miki Tanaka – ENBU Seminar (Giappone)
- Måske i marts, regia di Mikkel Bjørn Kehlert – Super16 (Danimarca)
- Matalapaine, regia di Helmi Donner – Università Aalto (Finlandia)
- My Grandmother Is a Skydiver, regia di Polina Piddubna – Filmuniversität Babelsberg Konrad Wolf (Germania)
- O pássaro de dentro, regia di Laura Anahory – Escola das artes (Portogallo)
- Per bruixa i metzinera, regia di Marc Camardons – Escola superior de cinema i audiovisuals de Catalunya (Spagna)
- Talk Me, regia di Joecar Hanna – Università di New York (Stati Uniti d'America)
- Tres, regia di Juan Ignacio Ceballos – Universidad del cine (Argentina)
- Winter in March, regia di Natalia Mirzoyan – Eesti Kunstiakadeemia (Estonia)

## Quinzaine des Cinéastes
La 57ª edizione della sezione parallela della Quinzaine des Cinéastes, si è svolta dal 14 al 24 maggio 2023, sotto la direzione artistica di Julien Rejl. Vi sono stati presentati i seguenti film, annunciati il 15 aprile 2024, con un'aggiunta il 24 aprile:

### Lungometraggi
- Amour Apocalypse, regia di Anne Émond (Canada)
- Classe moyenne, regia di Antony Cordier (Francia, Belgio)
- Dangerous Animals, regia di Sean Byrne (Australia)
- La Danse des renards, regia di Valéry Carnoy (Francia, Belgio)
- Enzo, regia di Robin Campillo (Francia) - film d'apertura[6]
- L'Engloutie, regia di Louise Hémon (Francia)
- Les Filles désir, regia di Prïncia Car (Francia)
- Huā yàng shàonǚ shārén shìjiàn, regia di Jinghao Zhou (Cina)
- Indomptables, regia di Thomas Ngijol (Camerun, Francia)
- Ken!, regia di Nadav Lapid (Israele, Francia, Cipro, Germania)
- Kokuho, regia di Lee Sang-il (Giappone)
- Lucky Lu, regia di Lloyd Lee Choi (Stati Uniti d'America)
- Mamlakat al-qaṣab, regia di Hasan Hadi (Iraq)
- Militantropos, regia di Yelizaveta Smith, Alina Gorlova e Simon Mozgovyi (Ucraina, Austria, Francia)
- Miroirs No. 3, regia di Christian Petzold (Germania)
- Mi wa harashi sedai, regia di Yuiga Danzuka (Giappone)
- La mort n'existe pas, regia di Félix Dufour-Laperrière (Canada, Francia)
- Que ma volonté soit faite, regia di Julia Kowalski (Francia, Polonia)
- Sorry, Baby, regia di Eva Victor (Stati Uniti d'America) - film di chiusura[6]

### Cortometraggi
- +10k, regia di Gala Hernández López (Spagna, Francia)
- Before the Sea Forgets, regia di Ngọc Duy Lê (Vietnam)
- The Body, regia di Louris van de Geer (Australia)
- Cœur bleu, regia di Samuel Suffren (Haiti, Francia)
- Kardan, regia di Alim Bukhari (Pakistan)
- Liǎng gè nǚ dǎoyǎn, regia di Eve Liu (Stati Uniti d'America)
- Loynes, regia di Dorian Jespers (Belgio, Francia, Regno Unito, Macedonia del Nord)
- La Mort du poisson, regia di Eva Lusbaronian (Francia)
- Le pain se lève, regia di Alex Boya (Canada)
- When the Geese Flew, regia di Arthur Gay (Stati Uniti d'America)

## Settimana internazionale della critica
La 64ª edizione della sezione parallela della Settimana internazionale della critica, si è svolta dal 14 al 22 maggio 2025, sotto la direzione artistica di Ava Cahen. Vi sono stati presentati i seguenti 11 film:

### Concorso
- Ciudad sin sueño, regia di Guillermo Galoe (Spagna, Francia)
- Imago, regia di Déni Oumar Pitsaev (Francia, Belgio)
- Kika, regia di Alexe Poukine (Belgio, Francia)
- Left-Handed Girl, regia di Tsou Shih-ching (Taiwan, Francia, Stati Uniti d'America, Regno Unito)
- Nino, regia di Pauline Loquès (Francia)
- Phichai kha, regia di Ratphum Bunbanchachok (Thailandia, Francia, Singapore, Germania)
- Rietland, regia di Sven Bresser (Paesi Bassi, Belgio)

### Proiezioni speciali
- Baise-en-ville, regia di Martin Jauvat (Francia)
- Des preuves d'amour, regia di Alice Douard (Francia)
- L'Intérêt d'Adam, regia di Laura Wandel (Belgio, Francia) - film d'apertura[10]
- Planètes, regia di Momoko Seto (Francia, Belgio) - film di chiusura[10]

## Giurie
Le seguenti persone hanno fatto parte delle giurie delle varie sezioni del Festival:

### Concorso
- Juliette Binoche, attrice (Francia) - Presidente di Giuria
- Halle Berry, attrice (Stati Uniti D'America)
- Payal Kapadiya, regista (India)
- Alba Rohrwacher, attrice (Italia)
- Leïla Slimani, giornalista (Francia)
- Dieudo Hamadi, documentarista (Repubblica Democratica del Congo)
- Hong Sang-soo, regista (Corea del Sud)
- Carlos Reygadas, regista (Messico)
- Jeremy Strong, attore (Stati Uniti d'America)

### Un Certain Regard
- Molly Manning Walker, regista (Regno Unito) - Presidente di Giuria
- Louise Courvoisier, regista (Francia)
- Vanja Kaluđerčić, direttrice del Festival internazionale del cinema di Rotterdam (Croazia)
- Roberto Minervini, documentarista (Italia)
- Nahuel Pérez Biscayart, attore (Argentina)

### Caméra d'or
- Alice Rohrwacher, regista e sceneggiatrice (Italia) - Presidente di Giuria

### Cinéfondatione cortometraggi
- Maren Ade, regista (Germania) - Presidente di Giuria
- Reinaldo Marcus Green, regista (Stati Uniti d'America)
- Camélia Jordana, cantante e attrice (Canada)
- José Maria Prado Garcia, ex direttore della Filmoteca Española (Spagna)
- Nebojša Slijepčević, regista (Croazia)

### Settimana internazionale della critica
- Rodrigo Sorogoyen, regista (Spagna) - Presidente di Giuria
- Jihane Bougrine, critica cinematografica (Marocco)
- Josée Deshaies, direttrice della fotografia (Canada)
- Yulia Evina Bhara, produttrice cinematografica (Indonesia)
- Daniel Kaluuya, attore (Regno Unito)

### L'Œil d'or
- Julie Gayet, attrice (Francia) – Presidente di Giuria
- Carmen Castillo, documentarista (Cile)
- Frédéric Maire, direttore della Cinémathèque suisse (Svizzera)
- Juliette Favreul Renaud, produttrice (Francia)
- Marc Zinga, attore (Repubblica Democratica del Congo)

### Queer Palm
- Christophe Honoré, regista (Francia) - Presidente di Giuria

## Palmarès

### Selezione ufficiale
Le giurie della selezione ufficiale hanno premiato i seguenti film:

#### Concorso
- Palma d'oro: Yek tasādof-e sāde, regia di Jafar Panahi
- Grand Prix Speciale della Giuria: Affeksjonsverdi, regia di Joachim Trier
- Prix de la mise en scène: Kleber Mendonça Filho per O agente secreto
- Prix du scénario: Jean-Pierre e Luc Dardenne per Jeunes Mères
- Prix d'interprétation féminine: Nadia Melliti per La Petite Dernière
- Prix d'interprétation masculine: Wagner Moura per O agente secreto
- Premio della giuria:
  - In die Sonne schauen, regia di Mascha Schilinski
  - Sirât, regia di Óliver Laxe
- Premio speciale: Kuángyě shídài, regia di Bi Gan
- Palma d'oro onoraria: Robert De Niro[1] e Denzel Washington[14]

#### Un Certain Regard
- Premio Un Certain Regard: La misteriosa mirada del flamenco, regia di Diego Céspedes
- Premio della giuria: Un poeta, regia di Simón Mesa Soto
- Miglior regia: Arab e Tarzan Nasser per Kāna yāmā kān fī Ghazza
- Miglior interpretazione maschile: Frank Dillane per Urchin
- Miglior interpretazione femminile: Cleo Diára per O riso e a faca
- Miglior sceneggiatura: Harry Lighton per Pillion

#### Cortometraggi
- Palma d'oro al miglior cortometraggio: I'm Glad You're Dead Now, regia di Tawfiq Barhum
  - Menzione speciale: Ali, regia di Adnan Al Rajeev

#### Cinéfondation
- 1º posto: First Summer, regia di Heo Ga-young della Korean Academy of Film Arts
- 2º posto: 12 Moments Before the Flag-Raising Ceremony, regia di Qu Zhizheng della Beijing Film Academy
- 3º posto (ex aequo):
  - Ginger Boy, regia di Miki Tanaka dell'ENBU Seminar
  - Winter in March, regia di Natalia Mirzoyan dell'Eesti Kunstiakadeemia

### Quinzaine des Cinéastes
La giuria della sezione parallela della Quinzaine des Cinéastes ha premiato i seguenti film:
- Premio Europa Cinema Label: La Danse des renards, regia di Valéry Carnoy
- Premio SACD: La Danse des renards, regia di Valéry Carnoy

Inoltre, gli spettatori hanno premiato Mamlakat al-qaṣab di Hasan Hadi col premio del pubblico, mentre Todd Haynes ha ricevuto la Carrosse d'or alla carriera.

### Settimana internazionale della critica
La giuria della sezione parallela della Settimana internazionale della critica ha premiato i seguenti film:
- Grand Prix della Settimana internazionale della critica: Phichai kha, regia di Ratphum Bunbanchachok
- Premio French Touch della giuria: Imago, regia di Déni Oumar Pitsaev
- Premio Louis Roederer Foundation per la miglior scoperta: Théodore Pellerin per Nino
- Premio SACD: Ciudad sin sueño, regia di Guillermo Galoe
- Aide Fondation Gan à la Diffusion: Left-Handed Girl, regia di Tsou Shih-ching
- Premio Leica Cine per la miglior scoperta (cortometraggio): L'mina, regia di Randa Maroufi
- Premio Canal+ per il miglior cortometraggio: Erogenesis, regia di Xandra Popescu

### Premi indipendenti
Altre giurie indipendenti hanno premiato i seguenti film:
- Caméra d'or: Mamlakat al-qaṣab, regia di Hasan Hadi
  - Menzione speciale: My Father's Shadow, regia di Akinola Davies Jr.
- Premio FIPRESCI:
  - Concorso: O agente secreto, regia di Kleber Mendonça Filho
  - Un Certain Regard: Urchin, regia di Harris Dickinson
  - Settimana internazionale della critica: Planètes, regia di Momoko Seto
- Premio della giuria ecumenica:
- L'Œil d'or: Imago, regia di Déni Oumar Pitsaev
  - Menzione speciale: The Six Billion Dollar Man, regia di Eugene Jarecki
- Queer Palm: La Petite Dernière, regia di Hafsia Herzi
  - Cortometraggio Queer Palm: Kattu!, regia di Ananth Subramaniam
- Premio François-Chalais: Dva prokurora, regia di Serhij Loznycja
- Premio AFCAE: O agente secreto, regia di Kleber Mendonça Filho
  - Menzione speciale: Sirât, regia di Óliver Laxe
- Cannes Soundtrack Award / Disque d'Or: Kangding Ray per Sirât
- Prix de la Citoyenneté: Yek tasādof-e sāde, regia di Jafar Panahi
- Prix du Cinéma positif:
- Prix CST de l'Artiste-Technicien:
- Dog Palm: Panda di Ástin sem eftir er
  - 2º posto: Pipa e Lupita di Sirât
  - 2º posto: Hippo di Pillion
- Premio Pierre-Angénieux:
- Trophée Chopard:
  - Rivelazione femminile: Marie Colomb
  - Rivelazione maschile: Finn Bennett